# Santa Cruz (Ilocos Sur)
Pour les articles homonymes, voir Santa Cruz.
Santa Cruz est une municipalité de 1er classe située dans la province d'Ilocos Sur aux Philippines. Selon le recensement de 2010 elle est peuplée de 37 911 habitants.

## Barangays
Santa Cruz est divisée en 49 barangays.
- Amarao
- Babayoan
- Bacsayan
- Banay
- Bayugao Este
- Bayugao Oeste
- Besalan
- Bugbuga
- Calaoaan
- Camanggaan
- Candalican
- Capariaan
- Casilagan
- Coscosnong
- Daligan
- Dili
- Gabor Norte
- Gabor Sur
- Lalong
- Lantag
- Las-ud
- Mambog
- Mantanas
- Nagtengnga
- Padaoil
- Paratong
- Pattiqui
- Pidpid
- Pilar
- Pinipin
- Poblacion Este
- Poblacion Norte
- Poblacion Weste
- Poblacion Sur
- Quinfermin
- Quinsoriano
- Sagat
- San Antonio
- San Jose
- San Pedro
- Saoat
- Sevilla
- Sidaoen
- Suyo
- Tampugo
- Turod
- Villa Garcia
- Villa Hermosa
- Villa Laurencia